# Stictoptera diaphana
Stictoptera diaphana är en fjärilsart som beskrevs av Achille Guenée 1852. Stictoptera diaphana ingår i släktet Stictoptera och familjen nattflyn. Inga underarter finns listade i Catalogue of Life.